# Río Lucac
Río Lucac är ett vattendrag  i Chile.   Det ligger i regionen Región de Aisén, i den södra delen av landet, 1 500 km söder om huvudstaden Santiago de Chile.
I omgivningen kring Río Lucac växer i huvudsak blandskog och området är nästan obefolkat, med mindre än två invånare per kvadratkilometer.